# DC League of Super-Pets
DC League of Super-Pets är en amerikansk datoranimerad superhjältefilm från 2022, producerad av Warner Animation Group och baserad på DC Comics superhjälteteam Legion of Super-Pets. Filmen är regisserad av Jared Stern, som även har skrivit manus tillsammans med John Whittington.
Filmen hade biopremiär i Sverige den 29 juli 2022, utgiven av Warner Bros.

## Handling
Filmen handlar om superhunden Krypto och hans vänner som tillsammans bekämpar brott i staden Metropolis.

## Rollista (i urval)
| Roll                                | Engelsk röst    | Svensk röst           |
| ----------------------------------- | --------------- | --------------------- |
| Krypto                              | Dwayne Johnson  | Fredde Granberg       |
| Ace the Bat-Hound                   | Kevin Hart      | Anis Don Demina       |
| Lulu                                | Kate McKinnon   | Louise Nordahl        |
| Clark Kent / Superman               | John Krasinski  | Fredrik Hiller        |
| PB                                  | Vanessa Bayer   | Cecilia Wrangel Skoug |
| Merton McSnurtle / Terrific Whatzit | Natasha Lyonne  | Anna Sahlene          |
| Chip                                | Diego Luna      | Göran Gillinger       |
| Bruce Wayne / Batman                | Keanu Reeves    | Anders Beckman        |
| Lex Luthor                          | Marc Maron      | Johan Hedenberg       |
| Lois Lane                           | Olivia Wilde    | Carla Abrahamsen      |
| Diana Prince / Wonder Woman         | Jameela Jamil   | Ellen Bergström       |
| Arthur Curry / Aquaman              | Jemaine Clement | Kodjo Akolor          |
| Barry Allen / The Flash             | John Early      | Anton Olofson Raeder  |
| Victor Stone / Cyborg               | Daveed Diggs    | Alex Kantsjö          |
| Jessica Cruz / Green Lantern        | Dascha Polanco  | Lina Hedlund          |